# Алейникова Галина Матвіївна
Галина Матвіївна Але́йникова (нар. 10 квітня 1935, Гарячий Ключ, РРФСР, СРСР) — радянський і український гірничий інженер, доктор технічних наук (1990).

## Біографія
Народилася 10 квітня 1935 року в місті Гарячому Ключі (нині Краснодарський край, Росія). 1958 році закінчила Новочеркаський політехнічний інститут. До 1959 року працювала гірничим майстром та начальником зміни на кар'єрі у Луганській області. У 1959—1964 роках — викладач спеціальних дисциплін у Краснолуцькому гірничому технікумі, у 1964—1966 роках — помічник начальника пиловентиляційної служби шахтоуправління № 1 ВО «Донбасантрацит», у 1967—1994 роках у Макіївському науково-дослідному інституті з безпеки робіт у гірничій промисловості: від 1974 року — старший науковий співробітник. Від 1994 року — у Центральному штабі Державної воєнізованої гірничорятувальної служби у вугільній промисловості України, де очолювала відділ розроблення й реалізації нових технологій.

## Наукова діяльність
Наукова діяльність пов'язана з технікою безпеки, гірничорятувальною справою та життєзабезпеченням шахтарів під час аварій і надзвичайних ситуацій. Праці:
- Оптимальные параметры систем дегазации пологих подрабатываемых пластов антрацита. Москва, 1967;
- Дегазация при тушении пожаров в угольных шахтах. Київ, 1987 (у співавторстві);
- Статут ДВГРС по організації та веденню гірничорятувальних робіт. Київ, 1997 (у співавторстві).